# Klusek (powiat pułtuski)
Klusek – wieś w Polsce położona w województwie mazowieckim, w powiecie pułtuskim, w gminie Pokrzywnica.
Wieś wchodzi w skład sołectwa Dzierżenin.
W latach 1975–1998 miejscowość należała administracyjnie do województwa ciechanowskiego.